# Gira Mi Cuerpo Pide Mas

## Repertorio
1. Reina de la radio
2. Superstar
3. Dime la verdad
4. Lejos de aquella noche
5. Moja mi corazón
6. Canción para Daniela
7. No controles (interlude)
8. Vivo por ella
9. Los mejores años de nuestra vida
10. Sigo intentando
11. Lámpara mágica (interlude)
12. Desconocida
13. De mujer a mujer (canción)
14. Mi cuerpo pide más
15. Quiero más de ti
16. Soldados del amor
17. Desesperada
18. Colgando en tus manos
19. Lévantate
20. This aint a Lovesong
21. Soy yo
22. Si me cambian los recuerdos
23. Get Together

## Fechas
| Europa                   |               |        |                      |
| 4 de febrero de 2012     | Ciudad Real   | España | Pabellón municipal   |
| 21 de abril de 2012      | San Isidro    | España | Pabellón municipal   |
| 14 de julio de 2012      | Águilas       | España | Discoteca La Isla    |
| 15 de julio de 2012      | Ibiza         | España | Discoteca Amnesia    |
| 11 de agosto de 2012     | La Palma      | España | Estadio municipal    |
| 8 de septiembre de 2012  | Aranjuez      | España | Plaza de San Antorio |
| 19 de octubre de 2012    | Huércal-Overa | España | Campo de fútbol      |
| 14 de septiembre de 2013 | Móstoles      | España | Recinto ferial       |

- Datos: Q28501298